# Mitja Kunc
Pour les articles homonymes, voir Kunc.
Mitja Kunc, né le 12 novembre 1971 à Crna, est un ancien skieur alpin slovène.

## Palmarès

### Jeux Olympiques
| Épreuve / Édition | Albertville 1992 | Lillehammer 1994 | Nagano 1998 | Salt Lake City 2002 |
| Super G           | 27e              | 28e              |             |                     |
| Slalom Géant      | 23e              | 14e              | 18e         | 28e                 |
| Slalom            |                  | 4e               |             | DNF                 |
| Combiné           |                  | 7e               |             |                     |

### Championnats du monde
| Épreuve / Édition | Saalbach 1991 | Morioka 1993 | Sierra Nevada 1996 | Vail 1999 | St-Anton 2001 | St-Moritz 2003 |
| Descente          |               |              | 43e                |           |               |                |
| Super G           |               |              | 36e                |           |               |                |
| Slalom Géant      | 6e            | 17e          | 14e                | DNF       | 15e           | DNF            |
| Slalom            |               |              | 14e                | 15e       | Bronze        | DNF            |
| Combiné           |               |              | 5e                 |           |               |                |

### Coupe du monde
- Meilleur classement au Général : 19e en 2000.
- 1 victoire en Slalom.

#### Détails des victoires
| Épreuve / Édition | Slalom    |
| 2000              | Yongpyong |